# 카로 (플랫폼)
카로(CARO)는 한국의 수입차 월단위 구독 서비스이다. 간단한 비대면 절차로 다양한 종류의 수입차를 합리적인 가격에 1개월 단위로 사용할 수 있다. 복잡한 서류 절차 없이 카로 공식 웹사이트를 통해 비대면으로 구독 신청이 가능하며, 약정 기간 없이 1개월 단위로 자유롭게 요금제 및 차량 변경이 가능하다. 트렌드코리아2021에서 구독경제 트렌드 서비스로 인용되었으며, 2020년 12월 기준, 유료 멤버십 누적 가입자 300명을 돌파했다.

## 요금제
- 첫 가입시 가입비 120만원(부가세 포함) 별도[3]
- 카로3
  - 월 105만원
  - 요금제 적용 차종 : 벤츠 C200, 벤츠 GLB220, 벤츠 CLA250, BMW 320d, 랜드로버 디스커버리스포츠
- 카로5
  - 월 127만원
  - 요금제 적용 차종 :  벤츠 E250/E220d (E클래스), 벤츠 GLC220d, BMW 520d, BMW X4
- 카로7
  - 월207만원
  - 요금제 적용 차종 : 벤츠 CLS300d, 벤츠 GLE300d, X5, 레인지로버 벨라 D300
- 카로 7+
  - 월259만원
  - 요금제 적용 차종 : 기블리, 마세라티 르반테, 포르쉐 718 박스터, BMW M4 Coupe, 재규어 XJL 3.0D

## 취급 품목
- 단기렌터카

## 같이 보기
- 렌터카
- 공유경제
- 구독경제